# Петруччиани, Мишель
Мишель Петруччиани (фр. Michel Petrucciani; 28 декабря 1962, Оранж, Франция — 6 января 1999, Нью-Йорк, США) — французский джазовый пианист и композитор.
Мишель Петруччиани родился в итало-французской семье на юге Франции. Его отец Тони играл на гитаре, а его брат Луи на бас-гитаре. Мишель родился с несовершенным остеогенезом — тяжёлым генетическим заболеванием, приводящим к ломкости костей и, в его случае, к невысокому росту и искривлению позвоночника. Эта генетическая патология проявляется в укорочении нижних конечностей и недоразвития грудной клетки и часто вызывает заболевания сердечно-лёгочной системы, что и произошло в жизни Мишеля Петруччиани. В начале карьеры отец и брат Мишеля в прямом смысле носили его на руках, так как он не мог самостоятельно ходить на большие расстояния и передвигался с помощью специально сконструированных для него опорно- двигательных костылей. 
В ранние годы Мишель оказался под впечатлением от творчества Дюка Эллингтона и захотел стать пианистом. В 10 лет он увлекается музыкой Билла Эванса и это влияние стало определяющим в формировании интереса к современному джазу. Именно тогда отец подарил юному Мишелю настоящий рояль. В дополнение к тому, что он обучался много лет классической игре на фортепиано, главным его интересом оставался джаз. Рост Мишеля остановился на отметке 92 сантиметра а вес - 31 килограмм. 

Я испытываю боль всё время. Я привык к чувству боли в руках... Иногда я думаю, что кто-то там наверху спас меня от обычного существования.

I have pain all the time. I'm used to having hurt arms... Sometimes I think someone upstairs saved me from being ordinary. — Petrucciani, The New Republic
Мишель Петруччиани дал свой первый профессиональный концерт в 13 лет, а через два года он выступил в качестве аккомпаниатора для гастролировавшего во Франции американского трубача Кларка Терри. Мишель с трудом мог передвигаться, и ему требовалась помощь, чтобы сесть на стул перед инструментом. Из-за своего малого роста при игре на фортепиано ему приходилось использовать специальные механические приспособления, чтобы достать до педалей фортепиано. Маленькие плечи и короткие кости локтей заставляли Мишеля играть почти вплотную к клавиатуре, однако кисти и пальцы рук у него были обычной длины и он упорно тренировал виртуозную технику игры. Вместе с упорной работой над совершенной техникой исполнения, Мишель выработал свою манеру уникальных приёмов гармонизации и создал ряд редких по красоте и звуковым качествам мелодий. Лучшие студийные записи произведений Мишеля Петруччиани 1980х и 1990х годов собраны в альбомах лейбла Blue Note.
Невысокий рост иногда выручал Мишеля на заре его карьеры. Так, в некоторых ранних концертных гастролях менеджер Мишеля проносил его в номер отеля в чемодане, что позволяло им экономить на оплате номера. В 18 лет Мишель уже играл во вполне успешном трио. Он переехал в США в 1982 году, где уговорил Чарльза Ллойда продолжить успешную карьеру. В 1986 году он записал концертный альбом с Уэйном Шортером и Джимом Холлом. Кроме того, он играл с различными представителями американской джазовой сцены, в том числе с Диззи Гиллеспи. Лучшим музыкальным инструментом Мишель Петруччиани считал концертный рояль Стейнвей, именно этот рояль он использовал в своих самых удачных концертах и студийных записях и был включён в состав эксклюзивных артистов фирмы Стейнвей.  В 1994 году в Париже принят в члены ордена Почётного легиона.
Петруччиани создал собственный стиль исполнения, который в основном сформировался под влиянием Билла Эванса, а также критики находят в его игре творческое влияние и других музыкантов, таких, как Чик Кориа, Херби Хэнкок, Оскар Питерсон, Кит Джаррет. Мишель Петруччиани признан одним из лучших французских и европейских джазовых пианистов всех времен. 
Мишель Петруччиани умер от сердечно-лёгочной недостаточности вскоре после своего 36 дня рождения. Похоронен в одной могиле со своей супругой Изабель на кладбище Пер-Лашез в Париже.

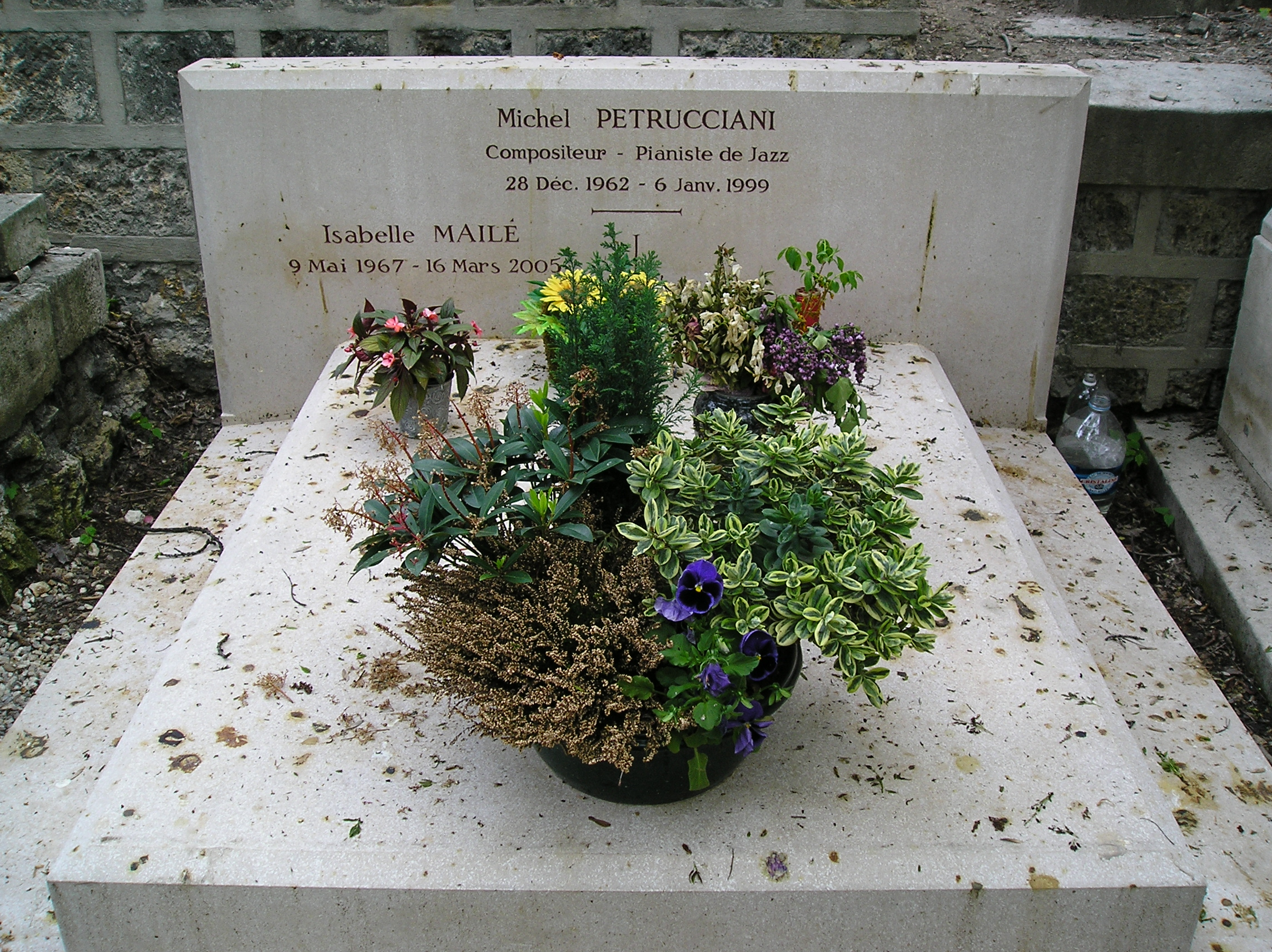
Могила Мишеля Петруччиани на кладбище Пер-Лашез

## Дискография
- Flash (1980)
- Michel Petrucciani Trio (1981)
- Date with Time (1981)
- Michel Petrucciani (1981)
- Estate (1982)
- Oracle’s Destiny (1982)
- Toot Sweet (1982)
- 100 Hearts (1983)
- Live at the Village Vanguard (1984)
- Note’n Notes (1984)
- Cold Blues (1985)
- Pianism (1985)
- Power of Three (1986) с Уэйном Шортером и Джимом Холлом* Michel plays Petrucciani (1987)
- Music (1989)
- The Manhattan Project (1990) с Уэйном Шортером, Стэнли Кларком, Ленни Уайтом, Гилом Гольдстайном и Питом Левином
- Playground (1991)
- Live (1991)
- From the Soul (1991) с Джо Ловано
- Promenade with Duke (1993)
- The Blue Note Years (1993)
- Marvelous (1994)
- Conference De Presse (с Эдди Луиссом) (1994)
- Au Theatre Des Champs-Élysées (1994)
- Darn that Dream (1996)
- Flamingo (со Стефаном Граппелли) (1996)
- Solo Live (1999)
- Live in Germany (1998)
- Both Worlds (1998)
- Trio in Tokyo (1999)
- Bob Malach & Michel Petrucciani (2000)
- Concerts Inedits /Live (2000)
- Conversation (2001)